# Buci (Kruševac)
Pour les articles homonymes, voir Buci.
Buci (en serbe cyrillique : Буци) est un village de Serbie situé sur le territoire de la Ville de Kruševac, district de Rasina. Au recensement de 2011, il comptait 346 habitants.

## Démographie

### Évolution historique de la population
| 1948 | 1953 | 1961 | 1971 | 1981 | 1991 | 2002 | 2011 |
| ---- | ---- | ---- | ---- | ---- | ---- | ---- | ---- |
| 514  | 535  | 473  | 450  | 453  | 437  | 433  | 346  |

|  |